# Ödskölt
Ödskölt (av SCB tidigare benämnd Asketveten) är en småort i Bengtsfors kommun i Västra Götalands län, belägen i Ödskölts socken vid södra stranden av sjön Iväg.